# SQL Server Agent
SQL Server Agent (Agente de Servidor SQL) es un componente  de SQL Server de Microsoft que planifica trabajos (jobs) y maneja otras tareas de automatizadas.  Corre como servicio de Windows,  por lo que puede empezar automáticamente cuando  arranca el sistema o se puede empezar manualmente.
Las tareas típicas del sistema típico incluyen planificar planes de mantenimiento (como copias de seguridad), manejo de Informes de suscripciones de Servicios y actuación de  subtareas de registro (copia de seguridad, copia, restauración y control).  Tareas de usuario, como planificar algún T-SQL o línea de comandos de declaración es también algo común.
SQLAgent tiene soporte para operadores y alertas, de modo que los administradores pueden ser notificados, p. ej. por correo electrónico.